# Can I Play with Madness
〈Can I Play with Madness〉는 영국의 헤비 메탈 밴드 아이언 메이든의 노래이다. 이 곡은 밴드가 발표한 16번째 싱글이다. 1988년에 발매된 이 곡은 그들의 일곱 번째 스튜디오 음반인 《Seventh Son of a Seventh Son》(1988년)의 첫 번째 싱글로 영국 싱글 차트에서 3위를 기록했다.
이 노래는 수정구슬로 늙은 예언자로부터 미래를 배우고 싶어하는 한 청년에 관한 것이다. 그 젊은이는 자신이 미쳐가고 있다고 생각하고 그의 환상과 악몽에 대처하는 것을 도와줄 늙은 예언자를 찾는다. 그 예언자의 충고는 젊은이에 의해 무시되고 그들은 서로에게 화를 낸다. 이 곡은 아드리안 스미스가 작곡한 〈On the Wings of Eagles〉라는 발라드 곡이다.

## 뮤직 비디오
이 곡의 비디오는 틴턴 애비와 치슬허스트 동굴을 배경으로 하고 있으며, 몬티 파이튼의 그레이엄 채프먼이 출연한다. 영상에서 채프먼은 아이언 메이든의 마스코트 에디를 자신의 수도원 폐허 스케치 속에 포함시킨 것에 대해 어린 학생을 비난하는 짜증나는 미술 강사를 연기한다. 그 후, 선생님은 땅에 있는 구멍으로 떨어졌고, 지하 금고를 발견했고, 마침내 냉장고 안에서 그를 향해 몸을 내밀고 있는 에디의 애니메이션 버전을 만나게 된다. 이 밴드는 〈The Number of the Beast〉 비디오와 《Live After Death》 콘서트 영화의 장면을 보여주는 TV 화면에 나타난다. 아드리안 스미스가 왼손으로 경기하는 모습이 역전을 암시한다.

## 곡 목록
7인치 싱글
| #  | 제목                        | 작사·작곡                                     | 재생 시간 |
| -- | --------------------------- | --------------------------------------------- | --------- |
| 1. | 〈Can I Play With Madness〉 | 아드리안 스미스, 브루스 디킨슨, 스티브 해리스 | 3:31      |

| #  | 제목                 | 작사·작곡      | 재생 시간 |
| -- | -------------------- | -------------- | --------- |
| 2. | 〈Black Bart Blues〉 | 디킨슨, 해리스 | 6:39      |

## 참여 인원
아이언 메이든
- 브루스 디킨슨 - 리드 보컬
- 데이브 머레이 - 기타
- 아드리안 스미스 - 기타, 기타 신시사이저
- 스티브 해리스 - 베이스 기타
- 니코 맥브레인 - 드럼